# Sasha Mitchell
Sasha Mitchell (n. 27 iulie 1967, Los Angeles, California, SUA) este un actor american, care a interpretat rolul James Richard Beaumont în filmul serial distribuit de către CBS Dallas, în perioada 1989-1991. Mitchell are o centură neagră la taekwondo.

## Filmografie
| Film          | Film                                          | Film         | Film                                                                        |
| An            | Titlu                                         | Rol          | Note                                                                        |
| ------------- | --------------------------------------------- | ------------ | --------------------------------------------------------------------------- |
| 1987          | Joc murdar                                    | Ruggieri     |                                                                             |
| 1988          | Spike of Bensonhurst                          | Spike Fumo   |                                                                             |
| 1991          | Kickboxer 2: Înfruntarea                      | David Sloan  | Kickboxer 2; cunoscut și ca Kickboxer 2: The Road Back                      |
| 1992          | Kickboxer 3: Arta războiului                  | David Sloan  | Kickboxer III; cunoscut și ca Kickboxer III: The Art of War Direct-pe-video |
| 1994          | Kickboxer 4 – Meciul vieții                   | David Sloan  | Kickboxer 4; cunoscut și ca Kickboxer 4: The Aggressor Direct-pe-video      |
| 1994          | Suplinitorul                                  | John Bolen   | Direct-pe-video                                                             |
| 2000          | Noroc neprevăzut                              | Buddy        |                                                                             |
| 2001          | Orașul Groazei                                | Derek        |                                                                             |
| 2003          | The Failures                                  | Reflexor     |                                                                             |
| 2003          | Dickie Roberts: Copilul vedetă                | Angry Driver |                                                                             |
| 2004          | Slammed                                       | Slammer      |                                                                             |
| 2010          | Abelar: Povestea unui imperiu străvechi       | Rodrigo      |                                                                             |
| 2012          | Tales of an Ancient Empire: Behind the Scenes | Rolul său    | Documentar                                                                  |
| 2015          | EP/Executive Protection                       | Issac        |                                                                             |
| 2016          | I Love You Both                               | Ted          |                                                                             |
| 2016          | Smoke Filled Lungs                            | Peter        |                                                                             |
| 2016          | Assassin X                                    | Blade        |                                                                             |
| 2018          | Father and Father                             | Big Baldy    | Scurtmetraj                                                                 |
| 2019          | Și bețivi și mincinoși                        | Shope        |                                                                             |
| Va fi anunțat | Anadellia Rises                               |              | Complet                                                                     |
| Va fi anunțat | The Kickboxer: Algiers                        |              | Pre-productie                                                               |
| Va fi anunțat | Cyborg Nemesis: The Dark Rift                 |              | Anunțat                                                                     |

| Televiziune     | Televiziune                              | Televiziune             | Televiziune                                                                             |
| An              | Titlu                                    | Rol                     | Note                                                                                    |
| --------------- | ---------------------------------------- | ----------------------- | --------------------------------------------------------------------------------------- |
| 1986            | Pleasures                                | Antonio                 | Film TV                                                                                 |
| 1986            | St. Elsewhere                            | Southie                 | Sezonul 5 episodul 4: "Brand New Bag"                                                   |
| 1987            | Rags to Riches                           | The Duke                | 2 episoade Imagini de arhivă - 1 episod                                                 |
| 1987            | Not Quite Human                          | Bryan Skelly            | Film TV                                                                                 |
| 1989            | William Tell                             | Gessler's Brother / Boy | Cunoscut și ca Crossbow în Regatul Unit și ca The Adventures of William Tell 2 episoade |
| 1989            | The Flamingo Kid                         | Jeffery Willis          | Scurtmetraj TV                                                                          |
| 1989            | Parent Trap: Hawaiian Honeymoon          | Jack                    | Film TV                                                                                 |
| 1989–1991       | Dallas                                   | James Beaumont          | 45 episoade Menționat doar - în 5 episoade                                              |
| 1991–1996, 1998 | Treptat-treptat (Step by Step)           | Cody Lambert            | 114 episoade                                                                            |
| 1992-1994       | ABC TGIF                                 | Cody Lambert            | 3 episoade                                                                              |
| 1993            | Circus of the Stars Gives Kids the World | Rolul său               | Documentar TV                                                                           |
| 1994            | ABC Sneak Peek with Step by Step         | Cody Lambert            | Film TV                                                                                 |
| 1998            | Love Boat: The Next Wave                 | Ron                     | Sezonul 1 episodul 5: "True Course"                                                     |
| 2000            | This Is How the World Ends               | Cop                     | Film TV                                                                                 |
| 2002            | Justiție militară                        | Commander Curry         | Sezonul 7 episodul 19: "First Casualty"                                                 |
| 2003            | L.A. Confidential                        | Film TV                 |                                                                                         |
| 2004–2005       | Spitalul de urgență (ER)                 | Bartender/Patrick       | 4 episoade                                                                              |
| 2005            | NYPD Blue - Viață de polițist            | Darian Lasalle          | Sezonul 12 episodul 13: "Stoli with a Twist"                                            |
| 2015            | Frontlines                               | Capt. Samuels           | Scurtmetraj TV                                                                          |